# Słabomierz (Mazovie)
Pour les articles homonymes, voir Słabomierz.
Słabomierz (prononciation : [swaˈbɔmjɛʂ]) est un village polonais de la gmina de Radziejowice dans le powiat de Żyrardów de la voïvodie de Mazovie dans le centre-est de la Pologne.
Il se situe à environ 4 kilomètres à l'ouest de Radziejowice (siège de la gmina), 8 kilomètres au sud-est de Żyrardów (siège du powiat) et à 42 kilomètres au sud-ouest de Varsovie (capitale de la Pologne).

## Histoire
De 1975 à 1998, le village appartenait administrativement à la voïvodie de Skierniewice.